# (1261) Legia
(1261) Legia – planetoida z pasa głównego asteroid okrążająca Słońce w ciągu 5 lat i 208 dni w średniej odległości 3,14 au. Została odkryta 23 marca 1933 w Observatoire Royal de Belgique w Uccle przez Eugène’a Delporte. Nazwa planetoidy pochodzi od łacińskiej nazwy belgijskiego miasta Liège. Przed jej nadaniem planetoida nosiła oznaczenie tymczasowe (1261) 1933 FB.